# Virgilio Sabel
Virgilio Sabel (Torino, 10 ottobre 1920 – Roma, 7 luglio 1989) è stato un regista cinematografico e sceneggiatore italiano.

## Biografia
Dopo la maggiore età si trasferì a Roma e intraprese il mestiere di giornalista e regista. Esordì nel cinema come aiuto regista all'inizio degli anni quaranta e nel 1948 girò alcuni brevi documentari in collaborazione con Leonardo Sinisgalli (1908-1981), tra cui Una lezione di geometria del 1949, la cui fotografia era curata da Mario Bava, e Un millesimo di millimetro prodotto da Olivetti.
Ciò gli valse notevoli riconoscimenti e lo impose come uno dei migliori documentaristi di quegli anni, sia per la perizia tecnica che per il rigore dell'informazione e lo stile della regia.
Nel 1950 curò la scenografia del film Il capitano nero e nel 1952 fu aiuto regista di Luciano Emmer per il film Le ragazze di Piazza di Spagna che ebbe un buon successo.
Nel 1954 curò la regia di un lungometraggio di contenuto religioso dal titolo  Il figlio dell'Uomo, girato a Peschici e Rodi Garganico, che ambiva ad essere una pellicola sperimentale sulla vita di Cristo, anticonformista ed estranea a scopi commerciali.
Nel 1958 scrisse il soggetto di un film fantascientifico diretto da Paolo Heusch, La morte viene dallo spazio.
Fra il 1963 ed il 1964 girò due film-inchiesta: il primo, In Italia si chiama amore, aveva come argomento un'indagine sull'amore in Italia e venne parzialmente trasmesso in televisione. Il film avanzava interessanti osservazioni sui costumi sessuali italiani e sulla loro evoluzione dagli anni cinquanta in poi; fra i collaboratori erano presenti Pasquale Festa Campanile e Gian Domenico Giagni.
Il secondo film-inchiesta, Nude, calde e pure, trattava della differenza fra il modo di considerare la sessualità in Europa e in Polinesia, considerata uno degli "ultimi paradisi".
Diresse diversi caroselli, come "Dentifricio Chlorodont - La bocca della verità" andato in onda dal 1957 al 1962 con Virna Lisi e Raimondo Vianello.
Fu anche autore di alcune canzoni tra cui Meravigliose labbra, musicata da Teo Usuelli e cantata da Johnny Dorelli, della quale fece scalpore l'esplicita sensualità del testo, e La canzone del faro, colonna sonora della trasmissione RAI Viaggio nel Sud (di cui fu anche il regista) interpretata da Elio Mauro. Sempre del 1963 il documentario storico Storia della bomba atomica.
Lavorò inoltre per la televisione, con alcune inchieste di particolare interesse socio-culturale per la RAI: per la rubrica "Sapere" realizzò ad esempio Questa nostra Italia (1968) e L'Italia dei dialetti (1969).
Grazie alle inchieste girate negli anni cinquanta nel Meridione d'Italia, Sabel scoprì la bellezza di tali regioni e tra queste amò particolarmente la Calabria.
Acquistò un appezzamento a Capo Vaticano, nel comune di Ricadi dove solitamente si recava nel periodo estivo. Successivamente vi trasferì la sua residenza.
Morì suicida a Roma il 7 luglio del 1989 e fu tumulato nel piccolo cimitero di San Nicolò di Ricadi.
Al comune di Ricadi lasciò l'eredità di tutti i suoi beni ed un'ingente eredità finanziaria finalizzata, soprattutto, a sostenere progetti ludici e di aiuto all'infanzia. Gregoretti, durante una manifestazione dal titolo "A tavola con i maestri del Cinema" [2] tenutasi a Pizzo Calabro, in Calabria, parlò di Virgilio Sabel come di colui che è la prova vivente di una grande passione e di una professionalità senza confini.

## Documentari Rai
- Innocenti come a Tahiti, realizzato da Virgilio Sabel, regia di Sergio Spina 14 luglio 1962
- Storia della bomba atomica, di Virgilio Sabel, collaborazione Giuseppe Berto, febbraio 1963